# Ermentario de Noirmoutier
Ermentario de Noirmoutier, también llamado Ermentarius Tornusiensis (muerto a mediados de los años 860), fue un monje e historiador de la abadía de San Filiberto de Tournus. Escribió una vívida crónica en prosa, De translationibus et miraculis sancti Filiberti, en la que relata la perturbación de su comunidad por la expansión vikinga y el traslado desde la isla de Noirmoutier a varios lugares de Francia antes de que la comunidad se estableciera definitivamente en Tournus en el 875 —después de la muerte del autor—. Se enmarca en el traslado de las reliquias del patrón de la abadía, san Filiberto de Tournus, y los milagros que realizó en nombre de la abadía.

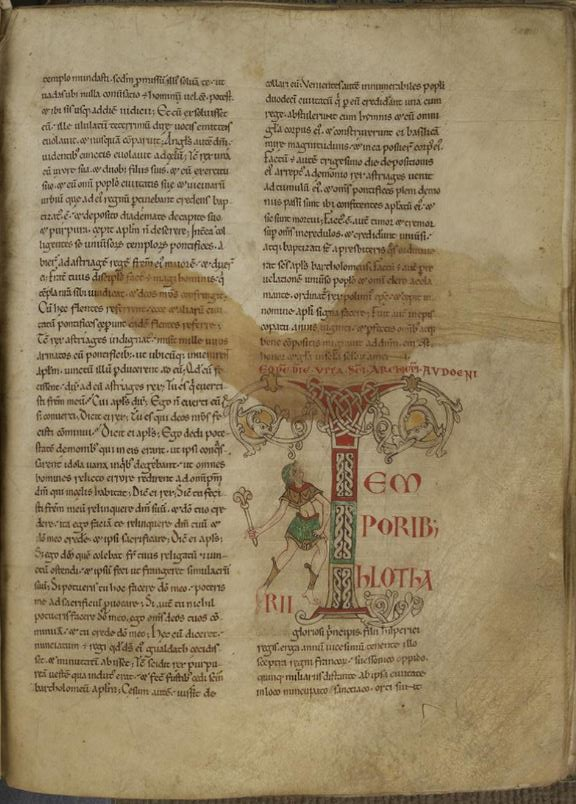
Vita sancti Filiberti, Le Mans, Bibliothèque municipale, ms 0227, folio 122v - 123, documento en latí, 11e s.-12e s.

Ermentario fue un monje bajo el mandato de Hilbod, que se convirtió en abad de Noirmoutier en el exilio alrededor del año 826. Los monjes habían comenzado la construcción de un nuevo monasterio en la villa de Déas bajo el predecesor de Hilbod, Arnoul, que murió en el 824/825. Fue allí, alrededor del 839, donde Ermentario escribió su primera obra, la Vita sancti Filiberti, una vida de San Filiberto basada en una biografía anterior del siglo VII. En el 847, los monjes abandonaron Déas por Chênehutte-Trèves-Cunault. El año 862, abandonaron Cunault por Messay, en Aquitania, donde las reliquias de Filiberto llegaron el 1 de mayo. Esta fue la ocasión en la que Ermentario comenzó a escribir el De translationibus. El abad Hilbod murió ese año y fue sucedido durante un corto tiempo por un abad llamado Ermentario. Desafortunadamente, no hay registro de si el abad y el historiador son la misma persona. El historiador había muerto a mediados de los años 860.
Ermentario registra la primera incursión vikinga en la Europa continental contra su monasterio en el 799. Según él, a partir del 819 los monjes se vieron obligados a pasar los veranos en el continente a causa de los vikingos. En el 836, finalmente se trasladaron al interior de forma permanente y el año 843 los vikingos tomaron la isla de Noirmoutier y la convirtieron en su base para una serie de incursiones que hicieron en Francia. La historia de Ermentario es una fuente valiosa, pero no del todo confiable. Escribió con indignación sobre la ferocidad de los paganos.